# Militära minnesramsor i Sverige
Militära minnesramsor i Sverige är akronymer, som används av Sveriges försvarsmakt för att hjälpa soldater och befäl att göra rätt åtgärder, och alla åtgärder, i rätt ordning, när en uppgift skall lösas. Minnesramsor är officiella, eftersom de trycks i militära handböcker. Akronymerna för ramsorna är ofta uttalbara, det vill säga bildar naturliga stavelser enligt svensk fonotax, vilket gör dem lätta att minnas.

## Historia
Minnesramsornas och akronymernas uppkomst och historik är ej väldokumenterad. Undersökning av reglementen visar att de tidigaste skapades under andra hälften av 1900‑talet. De första listformade instruktionerna (från 30‑talet till 50‑talet) hade inte mnemotekniska akronymer, men var föregångare till minnesramsorna genom att innehålla ungefär samma instruktioner. Akronymen RASSOIKA (se nedan) infördes i reglementet Soldaten i Fält (SoldF) år 1960. RASSOIKA hade föregångare, listor i punktform, i reglementen från 1938 till 1953.  OBSLÖS (se nedan) fanns första gången i Soldaten i fält 1972 (SoldF 1972), och utökades till OBSLÖSA 1986.
Under 2000‑talet har engelska minnesramsor börjat användas av Sveriges försvarsmakt. Orsaken är enligt David Bergman en strävan efter interoperabilitet. Bergman menar att interoperabilitet skall uppnås genom att använda svenska inom svenska förband och utländsk terminologi gentemot utländska enheter, men att svengelsk språkblandning är förhastad, ogenomtänkt, befängd, ibland löjlig och kan vara farlig. Inom nuvarande svensk militär sjukvårdstjänst karakteriserar Bergman de engelska akronymerna MIST, BATLS, METHANE, LC-ABCDE, och CUF/TFC som ”alfabetssoppa”.

## Spaning

### RASSOIKA
Då patrulluppgift utdelas skall chef genomföra förberedelser enligt minnesramsan RASSOIKA.
- Repetera uppgiften
- Avdela, vilka som ska vara med
- Samla gruppen skyddat
- Stridsberedskapen höjs
- Orientera gruppen och ge order
- Indela gruppen om det inte är enligt standardrutin
- Kontrollera materiel, och att gruppmedlemmarna förstått, och att de inte har något som ej får falla i fiendehand
- Anmäl att grupper är klar att utgå.[4]

### SOLO
Vid rörlig spaning skall gruppens medlemmar Stanna, Observera, Lyssna, Ofta – SOLO.

### 7S
Sju S används när spanare (eller vem som helst) rapporterar att fiender observerats. Sju S är ingen akronym utan bygger på att orden börjar på bokstaven S. En äldre version hade fem S, de fem första nedan.
- Stund (tidpunkt)[b]
- Ställe (plats, avstånd)
- Styrka (antal)
- Slag (typ eller modell av fordon och dylikt; truppslag)
- Sysselsättning (aktivitet)
- Symbol (märkning, nummer, färg)
- Sagesman (vem som gjort iakttagelsen)[5]

### STOP
- Stanna
- Tänk efter
- Orientera dig
- Planera[6]

## Eldställning

### EOBUSARE
- Eldställning
- Observatör
- Bevakningsområde
- Utgångspunkter
- Samband
- Ammunitions‑ och skaderapport
- Rapport till plutonchef
- Eldställningar – förbättra[6]

### OSK
- Orientering
- Skjutgränser
- Kommando[6]

### 8F
- Frontalt skydd
- Flankerande skjutriktning
- Försvarbara skjutavstånd
- Fritt skottfält
- Fly skogsbryn
- Flygskydd
- Fältarbeten underlättas
- Fria omgrupperingsvägar[7]

## Post

### OBSLÖSA
Post instrueras medelst ramsan OBSLÖSA.
- Orientering om fienden och egen trupp
- Bevakningsområde (gräns vänster, gräns höger)
- Sätt att tillkalla chef
- Lösen
- Öppna eld (om fi når …)
- Ställning och utrustning
- Avlösning[5]

### BSÖ
Vid tidsbrist eller vid mindre omfattande bevakningsuppgift kan man istället använda ramsan BSÖ.
- Bevakningsområde (gräns vänster, gräns höger)
- Sätt att tillkalla chef
- Öppna eld (om fi når …)

### UBBA
Baserat på Boyds OODA-loop, UBBA-loopen används vid bevakning (ex. av skyddsvakt) för att beskriva hur beslutsfattande leder till handling. Den är en loop, då den upprepar sig hela tiden som ny information om situationen uppkommer.
- Upptäck eventuellt hot
- Bedöm eventuellt hot
- Besluta om åtgärder
- Agera utefter beslut

## Skjutteknik

### SARA R
SARA R eller SARA Rekyl var minnesordet för skjutteknik.
- Ställning, skjutställning: liggande, knästående, stående
- Andning, bland annat andningspaus
- Riktning av vapnet
- Avfyrning: stadig, jämn och kort; skall ej ändra vapnets inriktning
- Rekylupptagning[9]

Tidigare har minnesordet ofta varit blott SARA.
SAR är minnesordet för skjutteknik i dagens reglemente och har varit gällande sedan 2016
- Siktbild
- Avfyrning
- Rekylkontroll

## Artillerield

### VISSSTBO
Eldobservatör biträder eldledare genom att rapportera mål för indirekt bekämpning enligt minnesramsan VISSSTBO, som utläses
- Vem
- Indirekt eld erfordras
- Ställe
- Styrka
- Sysselsättning
- Terräng
- Bredd
- Observationsriktning

## Sjukvårdstjänst

### METHANE
Vid rapport om skadad(e) soldat(er) har det engelska minnesordet METHANE sanktionerats i svenska handböcker:
- My call sign (anropssignal)
- Exact location (exakt position skadeplats)
- Type of incident (typ av incident)
- Hazards present or potential (faror på platsen, befintliga och möjliga)
- Access to scene/HLS (framryckningsväg samt eventuell helikopterlandningsplats)
- Numbers and type of casualties (antal skadade och deras prioritet)
- Emergency assets present and required (befintliga och begärda resurser)[4]

### LC ABCDE
För första hjälpen har det engelska minnesordet LC ABCDE sanktionerats av försvarsmakten:
- Livsfarligt läge
- Catastrophic haemorrhage (livshotande blödning)
- Airways (luftvägar)
- Breathing (andning)
- Circulation (blodpuls)
- Disability (kontroll av vakenhet med AVPU)
- Exposure (kompletterande helkroppsundersökning med skydd mot kyla samt rapportering enl. MIST)[10]

#### AVPU
- Alert (vaken)
- Voiceresponsive (reagerar på tilltal)
- Painresponsive (reagerar på smärta)
- Unresponsive (reagerar ej)[10]

#### MIST
- Mechanism of injury  (skademekanismer, vad har orsakat skadan)
- Injuries found (upptäckta och misstänkta skador)
- Signs/symptoms (upptäckta symptom [andning och puls])
- Treatment done (genomförda åtgärder vid omhändertagandet)[10]